# Никосийский муниципальный театр
Никосийский муниципальный театр (тур. Lefkoşa Belediye Tiyatrosu) — известная театральная организация на Северном Кипре. Главный офис находится в Северной Никосии, организована под эгидой турецкого муниципалитета Никосии.
Он был основан в 1980 году. Создание театра было вызвано увольнением ведущей группы актеров, включая Яшара Эрсоя и Османа Алкаша, после политически чувствительной пьесы, которая была поставлена после турецкого переворота 1980 года на первом фестивале культуры и искусств в Северной Никосии. Несмотря на ограниченный бюджет муниципалитета, Мустафа Акынджи, мэр Северной Никосии на то временя, приложил усилия, чтобы сохранить театр. Несмотря на то, что театр начинался в суровых условиях и неухоженных зданиях, он вырос и стал влиятельной частью турецко-кипрского общества. Его хвалили за выступления, которые не воздерживаются от выражения политических взглядов и отстаивают свободу слова. В 2012 году временная администрация муниципалитета предложила закрыть театр из-за финансовых проблем, но это предложение встретило жёсткую критику и сопротивление, что привело к отмене решению. За пределами Северного Кипра театр выступал в различных городах Турции и Республики Кипр.
Он организует ежегодный Театральный фестиваль Кипра. В настоящее время театр действует в своём собственном здании, однако, здание было признано несоответствующим, и фестиваль в основном проходит в Ближневосточном университете. Проект по строительству нового театрального центра вместимостью более 3500 человек ведётся с 1996 года. Строительство здания было частично завершено, но проект остановился из-за финансовых ограничений, несмотря на обещания сменявших друг друга мэров завершить проект.